# تام آپستل
تام آپستل (انگلیسی: Tom M. Apostol; ۲۰ اوت ۱۹۲۳ – ۸ مهٔ ۲۰۱۶) دانشمند در زمینه نظریه اعداد اهل ایالات متحده آمریکا بود. او استاد موسسه فناوری کالیفرنیا بود.